# Sdílené taxi
Sdílené taxi (někdy také kolektivní nebo sběrné linkové taxi) je typ veřejné dopravy, který stojí na pomezí autobusové dopravy a taxi. Jedná se o motorové vozidlo, které jezdí na stanovené trase, avšak v nepravidelných intervalech – ze zastávky někdy odjíždí až poté, kdy je plně obsazeno. Sdílené taxi může a nemusí mít na trase vymezené konkrétní zastávky, lidé však nastupují a vystupují po cestě podle potřeby a na požádání. Sdílená taxi zajišťují kromě příměstské dopravy zpravidla také městskou dopravu. Velikost vozidla se může pohybovat od čtyřsedadlového osobního automobilu po minibus. Tento typ veřejné dopravy se nejčastěji vyskytuje v rozvojových zemích.

## Typy sdílených taxi
Sdílené taxi je v různých zemích známo pod rozličnými názvy. V zemích bývalého Sovětského svazu a v Bulharsku jako maršrutka, v USA a Kanadě jako jitney, ve značné části Afriky jako bush taxi, jinde jako minibus, minibus taxi nebo pod různými domorodými názvy. Na Filipínách se nazývá jeepney a vznikl prodloužením džípu. V Turecku se nazývá dolmuş, v Sýrii servees nebo micro a v Tunisku louage.

## Sdílené taxi v České republice a na Slovensku
V Česku obdobnou dopravu v kombinaci s klasickou linkovou dopravou provozuje od roku 2003 v Rychnově nad Kněžnou firma AUDIS BUS s. r. o. jako takzvaný Radiobus, a to při večerních rozvozech cestujících po městě z železničního nádraží.
Stejný způsob dopravy provozoval od roku 2005 ve slovenském městě Martině podnikatel Ivan Rafaj. Jednotné jízdné bylo 12 Sk a dopravce nepobíral od města žádné dotace.
Firma SAD Poprad oznámila zavedení podobného systému jako doplňku k MHD v Popradě. Dopravu zajišťovaly dva 15místné minibusy Renault, v listopadu 2006 měl přibýt třetí. Trasu si určovali sami cestující ve vozidle, vozidla pro výstup zastavovala i mimo zastávky. Každou hodinu se musela vozidla vrátit na výchozí zastávku. Jízdné v minibuse bylo jednotné 10 Sk (v běžné MHD 12 Sk).